# Alma Mahler (film)
Alma Mahler è un film del 2001 diretto da Tomislav Zaja e basato sulla vita della figlia del pittore Jacob Schindler, Alma Mahler Schindler, che divenne moglie di Gustav Mahler.